# Al-Ittihad (Ramal·lah)
Al-Ittihad (àrab: الاتحاد, al-Ittiḥād, ‘la Unió’) és un municipi palestí en la governació de Ramal·lah i al-Bireh al centre de Cisjordània, creat en 1997 de la fusió dels antics municipis de Beitillu, Deir 'Ammar i Jammala. Segons l'Oficina Central d'Estadístiques de Palestina (PCBS) tenia 8.706 habitants en 2016. L'alcalde és Faisal Bazzar

## Beitillu
Beitillu (àrab: بيتللو, Baytillū) és una localitat palestina situada a la governació de Ramal·lah i al-Bireh al nord de Cisjordània, a 19 quilòmetres al nord-oest de Ramal·lah. Segons l'Oficina Central d'Estadístiques de Palestina, tenia una població d'aproximadament 3.083 a mitjans de l'any 2006

## Deir 'Ammar
Deir 'Ammar (àrab: دير عمار, Dayr ʿAmmār) és una localitat palestina situada a la governació de Ramal·lah i al-Bireh al nord de Cisjordània, a 17 quilòmetres al nord-oest de Ramal·lah. Segons l'Oficina Central d'Estadístiques de Palestina, tenia 2,414 habitants a mitjans de 2006.

## Jammala
Jammala (àrab: جمّالا, Jammālā) és una localitat palestina situada a la governació de Ramal·lah i al-Bireh al nord de Cisjordània, a 18 quilòmetres al nord-oest de Ramal·lah. Segons l'Oficina Central d'Estadístiques de Palestina, tenia 1,453 habitants a mitjans de 2006.